# Chambellay

Chambellay este o comună în departamentul Maine-et-Loire, Franța. În 2009 avea o populație de 331 de locuitori.